# Kup maršala Tita 1952.
Kup maršala Tita 1952., također poznat kao Kup Jugoslavije u nogometu 1952., bila je šesta sezona Kupa Jugoslavije u nogometu nakon Drugog svjetskog rata.

Na samom turniru (u organizaciji Jugoslavenskog nogometnog saveza, a pretkola su organizirali republički savezi), koji je započeo 24. kolovoza i završio 29. studenog 1952., kvalificirala su se 32 člana.
Trofej je osvojio Partizan koji je u finalu svladao Crvenu zvezdu. Crno-bijelima je to bio drugi naslov u ovom natjecanju.
I u propozicijama za ovo natjecanje došlo je do značajnih promjena. Dok su prijašnjih godina parovi određivani prema nositeljima skupina, od ove godine u završnom krugu parovi su se "slagali" ždrijebom, čime su sve ekipe dovedene u ravnopravan položaj.

Napravljena je još jedna bitna promjena: u slučaju da utakmica završi neriješeno i nakon produžetaka (2 x 15 minuta), pobjednik se ne određuje ždrijebom, već izvođenjem jedanaesteraca.

Također je odlučeno da će se ubuduće igrati samo jedna finalna utakmica.

## Turnir
Bilo je dosta iznenađenja.

Usred Zagreba Ljubljanski Odred je s 3:2 pobijedio prošlogodišnjeg pobjednika Kupa, momčad Dinama, dok je Proleter iz Ravnog Sela izborio osminu finala, nakon što su prethodno bili bolji od Garnizona JNA iz Skoplja i Jedinstva iz Zemuna.

Radnički iz Niša plasirao se u polufinale, dok su Odred iz Ljubljane i riječki Kvarner ispali tek u četvrtfinalu, iako su sva tri kluba bili članovi podsaveznih liga.

Najzanimljiviji dvoboj četvrtfinala bio je beogradski susret Partizana i Hajduka koji je završio u regularnom vremenu (0:0). Hajduk je u produžecima iznenada posustao i u tih pola sata primio čak pet golova, iako je najbolji vratar tadašnje Jugoslavije bio Vladimir Beara.

Partizan je u finalu svladao Crvenu zvezdu sa 6:0 i po drugi put osvojio veliki srebrni pehar.

## Sudionici
Glavne ekipe ušle su u 1/32 završnice koje vode republički savezi. Primjerice, Partizan je pobijedio Radnički iz Kragujevca (1:1, 5:4 penali), dok je Crvena zvezda bila bolja od Dubočice iz Leskovca (4:0). Maksimir je u 1. kolu pobijedio Radnik Remetinec, a u 2. kolu je izgubio 2:0 od Trešnjevke.
Završni dio (pod upravom FSJ) igra se samo od šesnaestine finala (32 kluba). Po republikama raspored je bio sljedeći:
| rang         | Slovenija                          | Hrvatska                                                       | Bosna i Hercegovina       | Srbija                                          | Srbija                                             | Srbija | Crna Gora        | Makedonija             |
| rang         | Slovenija                          | Hrvatska                                                       | Bosna i Hercegovina       | Vojvodina                                       | Središnja Srbija                                   | Kosovo | Crna Gora        | Makedonija             |
| ------------ | ---------------------------------- | -------------------------------------------------------------- | ------------------------- | ----------------------------------------------- | -------------------------------------------------- | ------ | ---------------- | ---------------------- |
| 1. rang      |                                    | - Dinamo Zagreb - Hajduk Split - Lokomotiva Zagreb - Zagreb    | - Sarajevo - Velež Mostar | - Vojvodina                                     | - BSK Beograd - Crvena zvezda - Partizan           |        |                  | - Vardar Skoplje       |
| 2. rang      | - Odred Ljubljana - Rudar Trbovlje | - Kvarner Rijeka - Metalac Zagreb - Proleter Osijek            | - Borac Banja Luka        | - Proleter Zrenjanin - Radnički Sombor          | - Jedinstvo Zemun - Radnički Niš - Slavija Beograd |        | - Lovćen Cetinje |                        |
| Niži rangovi |                                    | - Jedinstvo Čakovec - Mesarski Zagreb - Sloboda Đakovo - Solin |                           | - Proleter Ravno Selo - Radnički Kikinda - Srem | - Garnizon JNA Požarevac                           |        |                  | - Garnizon JNA Skoplje |

## Šesnaestina završnice
Utakmice odigrane 24. kolovoza 1952. godine
| Domaći sastav         |   | Gostujući sastav           | Rezultat               |
| --------------------- | - | -------------------------- | ---------------------- |
| Radnički (Sombor)     | – | Crvena zvezda (Beograd)    | 1:3                    |
| Partizan (Beograd)    | – | BSK (Beograd)              | 2:1                    |
| Dinamo (Zagreb)       | – | Odred (Ljubljana)          | 2:3                    |
| Metalac (Zagreb)      | – | FK Sarajevo (Sarajevo)     | 0:2                    |
| Vojvodina (Novi Sad)  | – | Vardar (Skoplje)           | 2:0                    |
| Hajduk (Split)        | – | Lokomotiva (Zagreb)        | 4:2                    |
| Radnički (Niš)        | – | Mesarski (Zagreb)          | 7:1                    |
| Borac (Banja Luka)    | – | NK Zagreb (Zagreb)         | 4:2                    |
| Proleter (Ravno Selo) | – | Garnizon JNA (Skoplje)     | 3:2 (prod.)            |
| Sloboda (Đakovo)      | – | Jedinstvo (Zemun)          | 1:3 (prod.)            |
| Slavija (Beograd)     | – | Garnizon JNA (Požarevac)   | 4:5 (prod.)            |
| Lovćen (Cetinje)      | – | Srem (Srijemska Mitrovica) | 2:0                    |
| Radnički (Kikinda)    | – | Velež (Mostar)             | 0:4                    |
| Jedinstvo (Čakovec)   | – | Proleter (Zrenjanin)       | 3:1                    |
| NK Solin (Solin)      | – | Rudar (Trbovlje)           | 0:1 (prod.)            |
| Kvarner (Rijeka)      | – | Proleter (Osijek)          | 0:0 (prod.) (4:3 pen.) |

## Osmina završnice
Utakmice odigrane 7. rujna 1952. godine
| Domaći sastav            |   | Gostujući sastav        | Rezultat |
| ------------------------ | - | ----------------------- | -------- |
| Velež (Mostar)           | – | Crvena zvezda (Beograd) | 1:3      |
| Kvarner (Rijeka)         | – | Vojvodina (Novi Sad)    | 1:0      |
| Garnizon JNA (Požarevac) | – | Odred (Ljubljana)       | 2:3      |
| FK Sarajevo (Sarajevo)   | – | Jedinstvo (Čakovec)     | 7:0      |
| Lovćen (Cetinje)         | – | Partizan (Beograd)      | 0:3      |
| Hajduk (Split)           | – | Borac (Banja Luka)      | 3:1      |
| Jedinstvo (Zemun)        | – | Proleter (Ravno Selo)   | 1:2      |
| Rudar (Trbovlje)         | – | Radnički (Niš)          | 2:3      |

## Četvrtzavršnica
Utakmice odigrane 5. listopada 1952. godine
| Domaći sastav           |   | Gostujući sastav       | Rezultat    | Napomene                                           |
| ----------------------- | - | ---------------------- | ----------- | -------------------------------------------------- |
| Crvena zvezda (Beograd) | – | Kvarner (Rijeka)       | 8:1         |                                                    |
| Odred (Ljubljana)       | – | FK Sarajevo (Sarajevo) | 2:3         |                                                    |
| Partizan (Beograd)      | – | Hajduk (Split)         | 5:0 (prod.) | Valok 96', Bobek 99', Zebec 108', Herceg 112' 115' |
| Proleter (Ravno Selo)   | – | Radnički (Niš)         | 2:6         |                                                    |

## Poluzavršnica
| Domaći sastav          |   | Gostujući sastav        | Rezultat | Napomene |
| ---------------------- | - | ----------------------- | -------- | --- |
| FK Sarajevo (Sarajevo) | – | Crvena zvezda (Beograd) | 2:6      | Sarajevo, 2. studenog 1952. Stadion: Koševo. Gledatelja: 16.000. Sudac: Milenko Podupski. Strijelci: Mitić u 8. Vukosavljević u 16. Živanović u 37. 83. Župac u 43. i Ognjanov u 77. minuti (jedanaesterac) za Crvenu Zvezdu a Lovrić I u 10. i Živkov u 89. minuti za Sarajevo. Sarajevo: Pejak, Biogradlić, Glavočević, Agošton, Svraka, Lovrić II, Žigante, Lovrić I, Živkov, Paćuka, Plavšić. Crvena zvezda: Krivokuća, Stanković, Zeković, Zlatković, Diskić, Đajić, Ognjanov, Mitić, Živanović, Župac, Vukosavljević. |
| Radnički (Niš)         | – | Partizan (Beograd)      | 1:4      | 2. studenog 1952. Gledatelja: 10.000 Radnički: Bukvić, Stojiljković, Matić, Marinković, Ćićević, Canić, Petar Mičić, Stamenković, Jovanović, Đokić, Jocić Partizan: Stojanović, Belin, Čolić, Čajkovski, Jovanović, Atanacković, Herceg, Veselinović, Valok, Bobek, Mihailović Strijelci: 0:1 Valok 17' 0:2 Herceg 20' 0:3 Herceg 35' 0:4 Bobek 68' 1:4 Petar Mičić 80' Napomene: Od 60. minuta, Radnički je igrao s 10 igrača, pošto je zbog povrede, nakon starta Bobeka, izašao Canić                                    |

## Završnica

### Susret
| 29. studenoga 1952.                                   |             |               |                                                                               |
| Partizan                                              | 6:0         | Crvena zvezda | Stadion JNA, Beograd Broj gledatelja: 50.000 Sudac: Vasa Stefanović (Beograd) |
| Valok 13' 35' Zebec 25' 49' Bobek 80' Veselinović 85' | (izvještaj) |               | Stadion JNA, Beograd Broj gledatelja: 50.000 Sudac: Vasa Stefanović (Beograd) |

| PARTIZAN:      |   |                        |  |
|                |   |                        |  |
| G              | 1 | Slavko Stojanović      |  |
|                |   | Bruno Belin            |  |
|                |   | Ratko Čolić            |  |
|                |   | Zlatko Čajkovski       |  |
|                |   | Vojo Stefanović        |  |
|                |   | Miodrag Jovanović      |  |
|                |   | Marko Valok            |  |
|                |   | Todor Veselinović      |  |
|                |   | Stjepan Bobek          |  |
|                |   | Aleksandar Atanacković |  |
|                |   | Branko Zebec           |  |
| Trener:        |   |                        |  |
| Antun Pogačnik |   |                        |  |

| CRVENA ZVEZDA:    |   |                         |  |
|                   |   |                         |  |
| G                 | 1 | Srboljub Krivokuća      |  |
|                   |   | Branko Stanković        |  |
|                   |   | Miljan Zeković          |  |
|                   |   | Siniša Zlatković        |  |
|                   |   | Milorad Diskić          |  |
|                   |   | Predrag Đajić           |  |
|                   |   | Kosta Tomašević         |  |
|                   |   | Rajko Mitić             |  |
|                   |   | Tihomir Ognjanov        |  |
|                   |   | Todor Živanović         |  |
|                   |   | Branislav Vukosavljević |  |
| Trener:           |   |                         |  |
| Branislav Sekulić |   |                         |  |

## Poveznice
- Prva savezna liga 1952./53.
- 2. ligaški rang 1952./53.
- 3. ligaški rang 1952./53.

## Vanjske poveznice
- RSSSF
- Jugoslavija - Detalji finala Kupa 1947.-2001
- exyufudbal.in.rs
- lavkup.com